# 73. ročník udílení cen Emmy
73. ročník udílení cen Emmy oceňující nejlepší televizní počiny v období od 1. června 2020 do 31. května 2021 se konal dne 19. září 2021 v Microsoft Theater v Los Angeles. Přímý přenos vysílaly televizní stanice CBS a Paramount+. Nominace oznámili Ron a Jasmine Cephas Jonesovi dne 13. července 2021. Nejvíce nominací, celkem 13, získal seriál Ted Lasso (při započítání tvůrčích cen Emmy získal celkem 20 nominací, čímž překonal dosavadní rekord komediálního seriálu Glee, který měl v roce 2010 dohromady 19 nominací). Mj Rodriguez ze seriálu Pose se stala vůbec první transgender osobou, která byla nominována na hlavní hereckou cenu Emmy. Ve všech sedmi dramatických kategoriích zvítězil seriál Koruna a stal se tak prvním seriálem, který ovládl hlavní dramatické kategorie.

## Vítězové a nominovaní
Vítězové jsou uvedeni jako první a označeni tučně.

### Pořady
| Nejlepší komediální seriál | Nejlepší dramatický seriál |
| --- | --- |
| - Ted Lasso (Apple TV+) - Black-ish (ABC) - Cobra Kai (Netflix) - Emily in Paris (Netflix) - Letuška (HBO Max) - Stále v kurzu (HBO Max) - Kominského metoda (Netflix) - PEN15 (Hulu) | - Koruna (Netflix) - Banda (Prime Video) - Bridgertonovi (Netflix) - Příběh služebnice (Hulu) - Lovecraftova země (HBO) - The Mandalorian (Disney+) - Pose (FX) - Tohle jsme my (NBC)    |
| Nejlepší minisérie | Nejlepší soutěžní pořad |

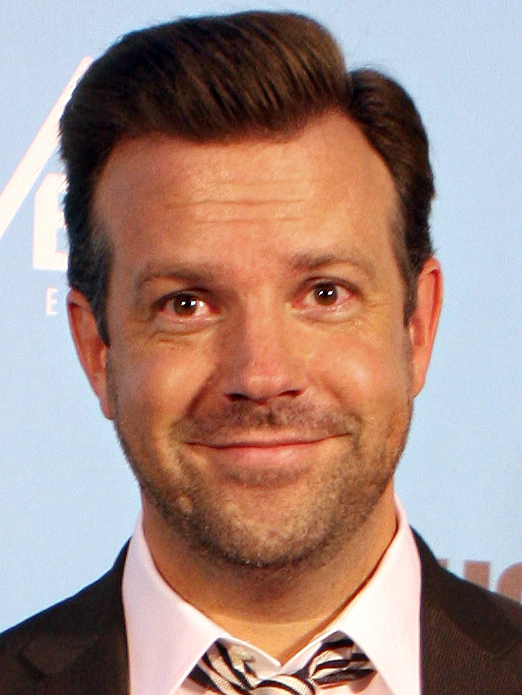
Jason Sudeikis, nejlepší herec v komediálním seriálu

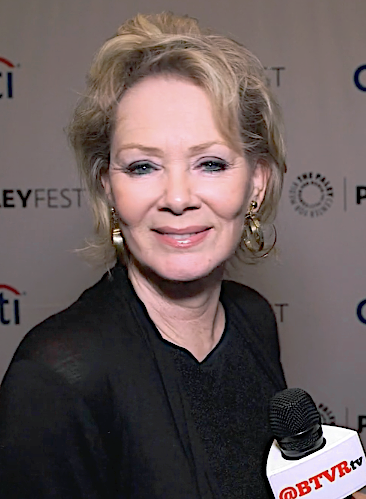
Jean Smart, nejlepší herečka v komediálním seriálu

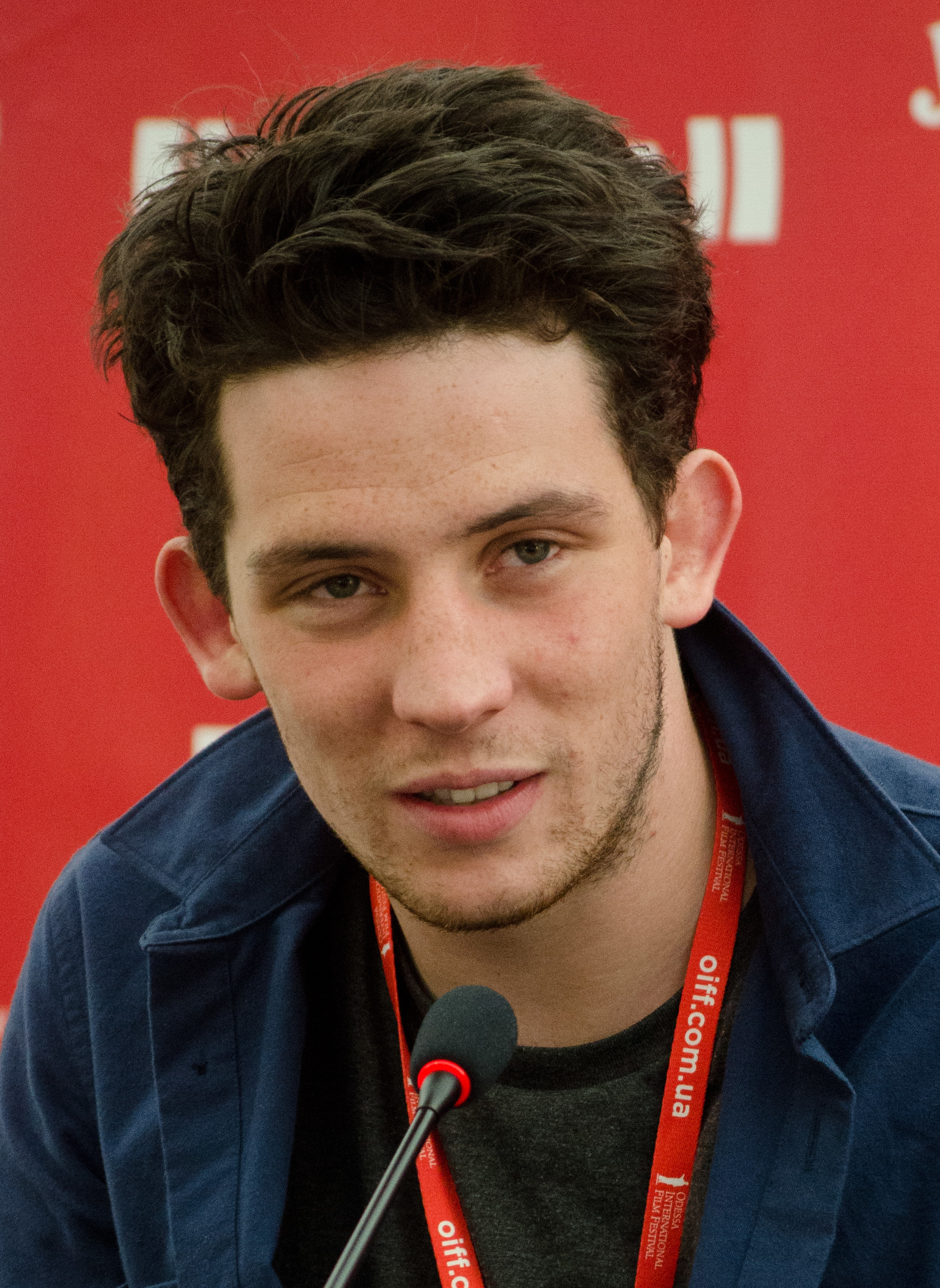
Josh O'Connor, nejlepší herec v dramatickém seriálu

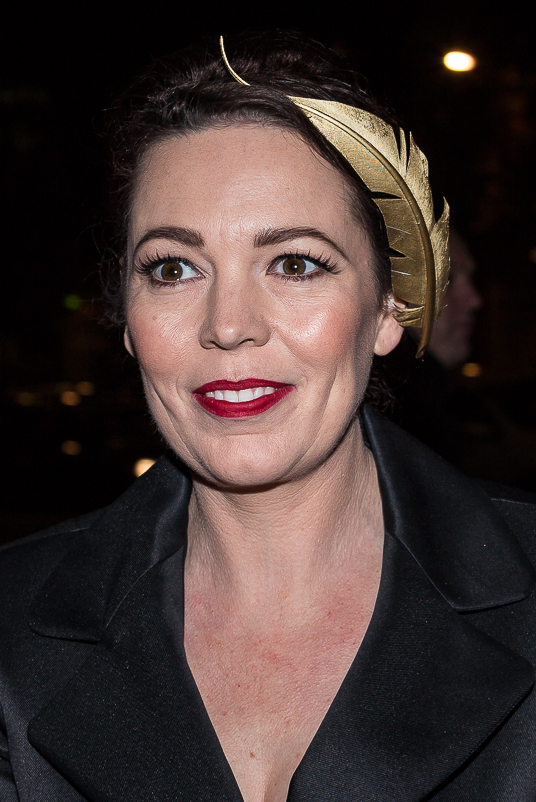
Olivia Colmanová, nejlepší herečka v dramatickém seriálu

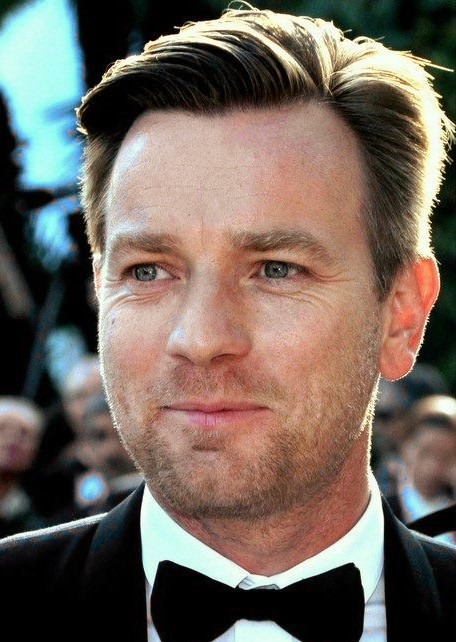
Ewan McGregor, nejlepší herec v minisérii

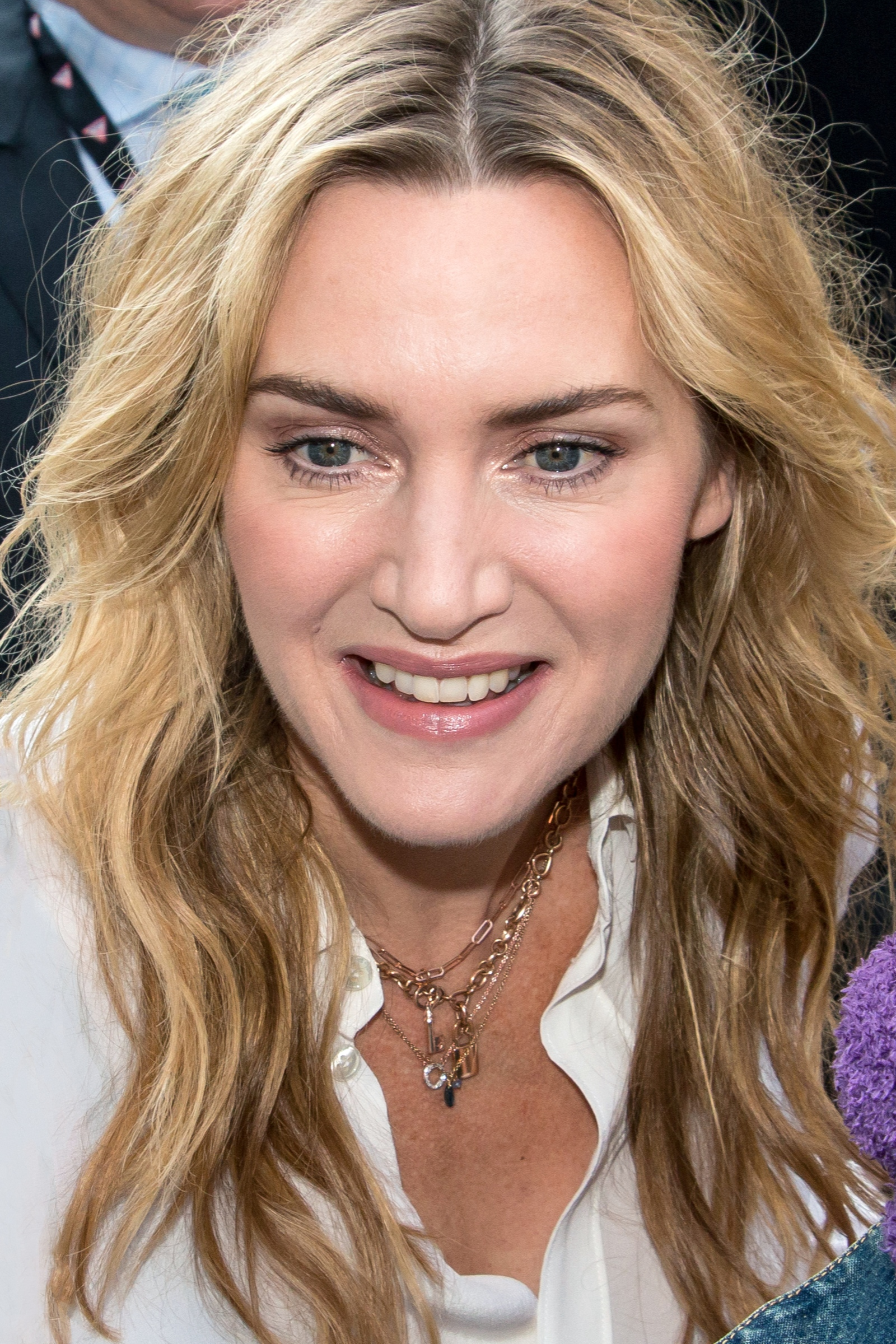
Kate Winsletová, nejlepší herečka v minisérii

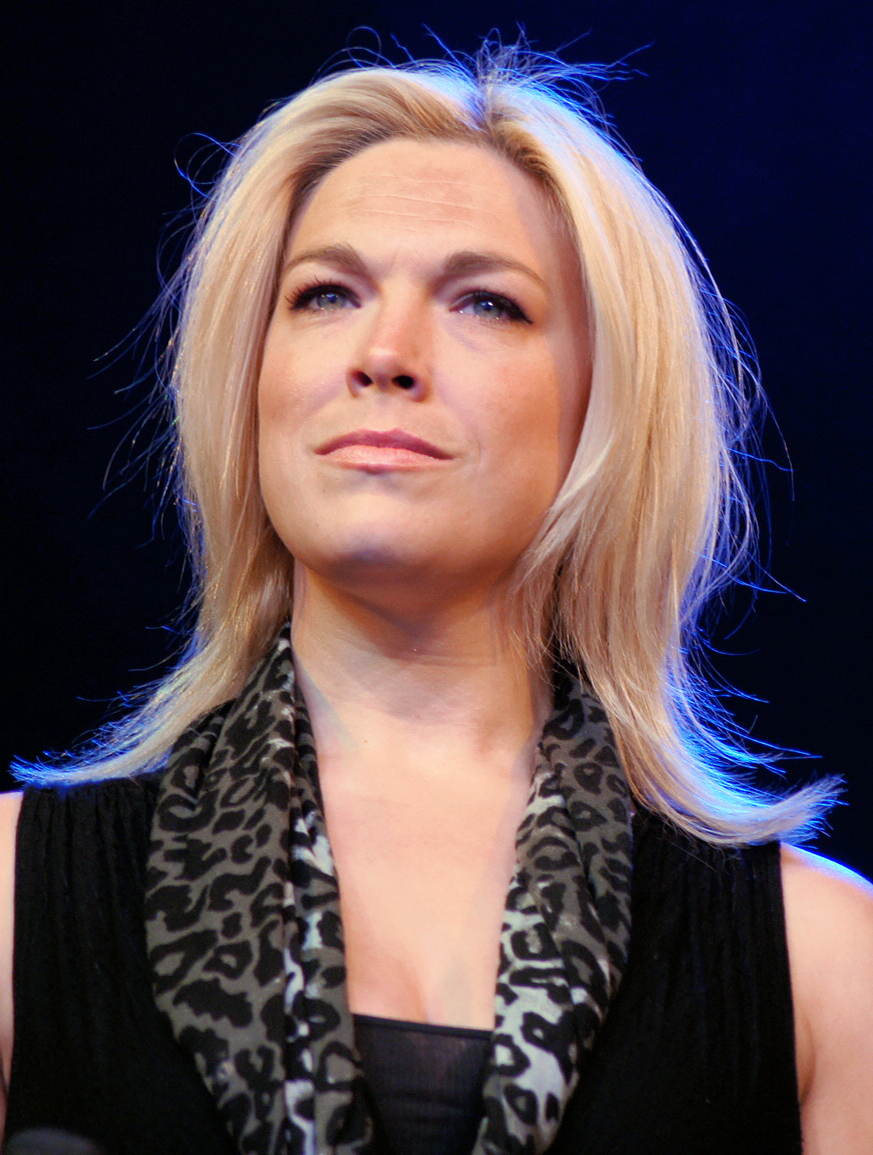
Hannah Waddingham, nejlepší herečka ve vedlejší roli v komediálním seriálu

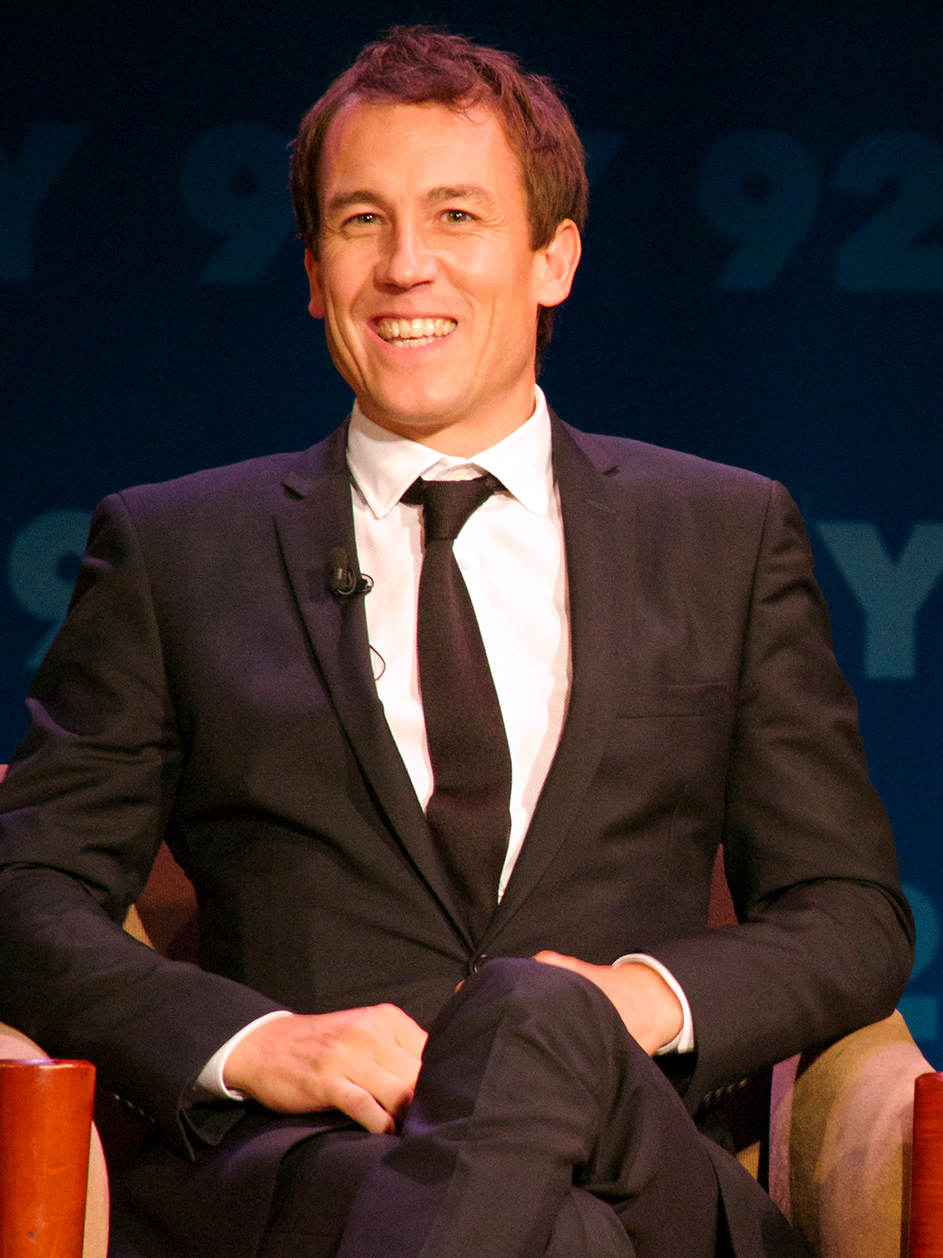
Tobias Menzies, nejlepší herec ve vedlejší roli v dramatickém seriálu

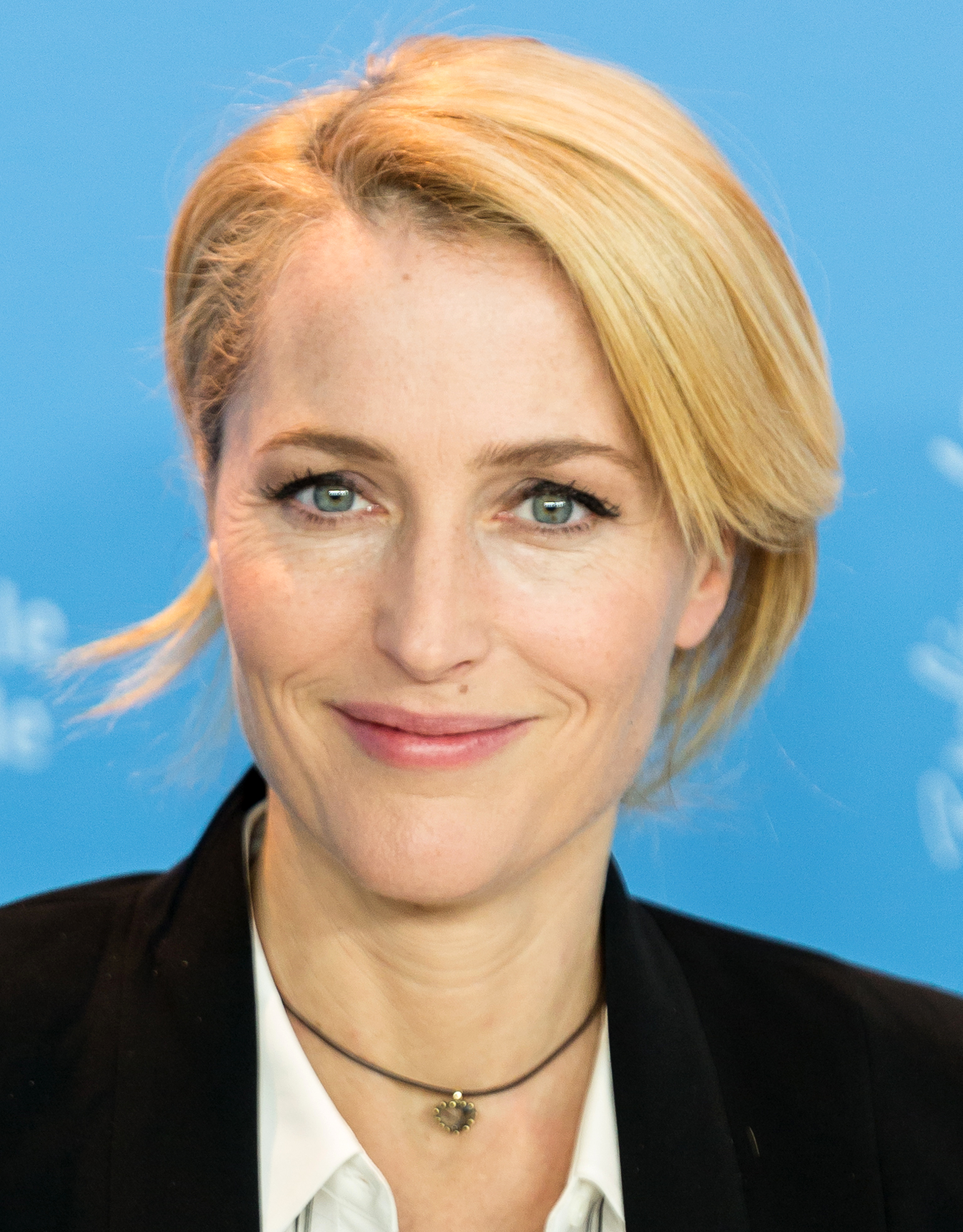
Gillian Andersonová, nejlepší herečka ve vedlejší roli v dramatickém seriálu

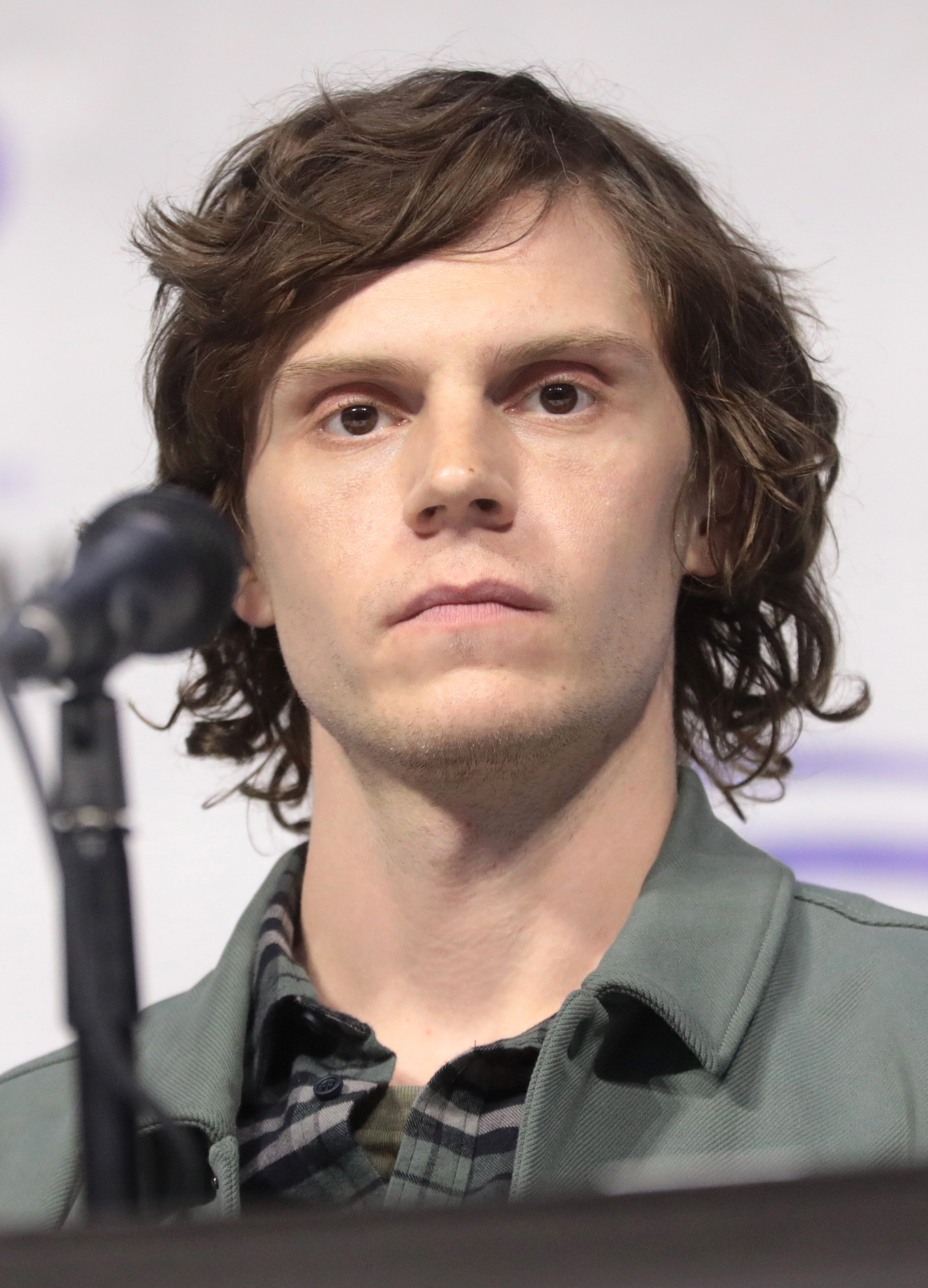
Evan Peters, nejlepší herec ve vedlejší roli v minisérii nebo televizním filmu

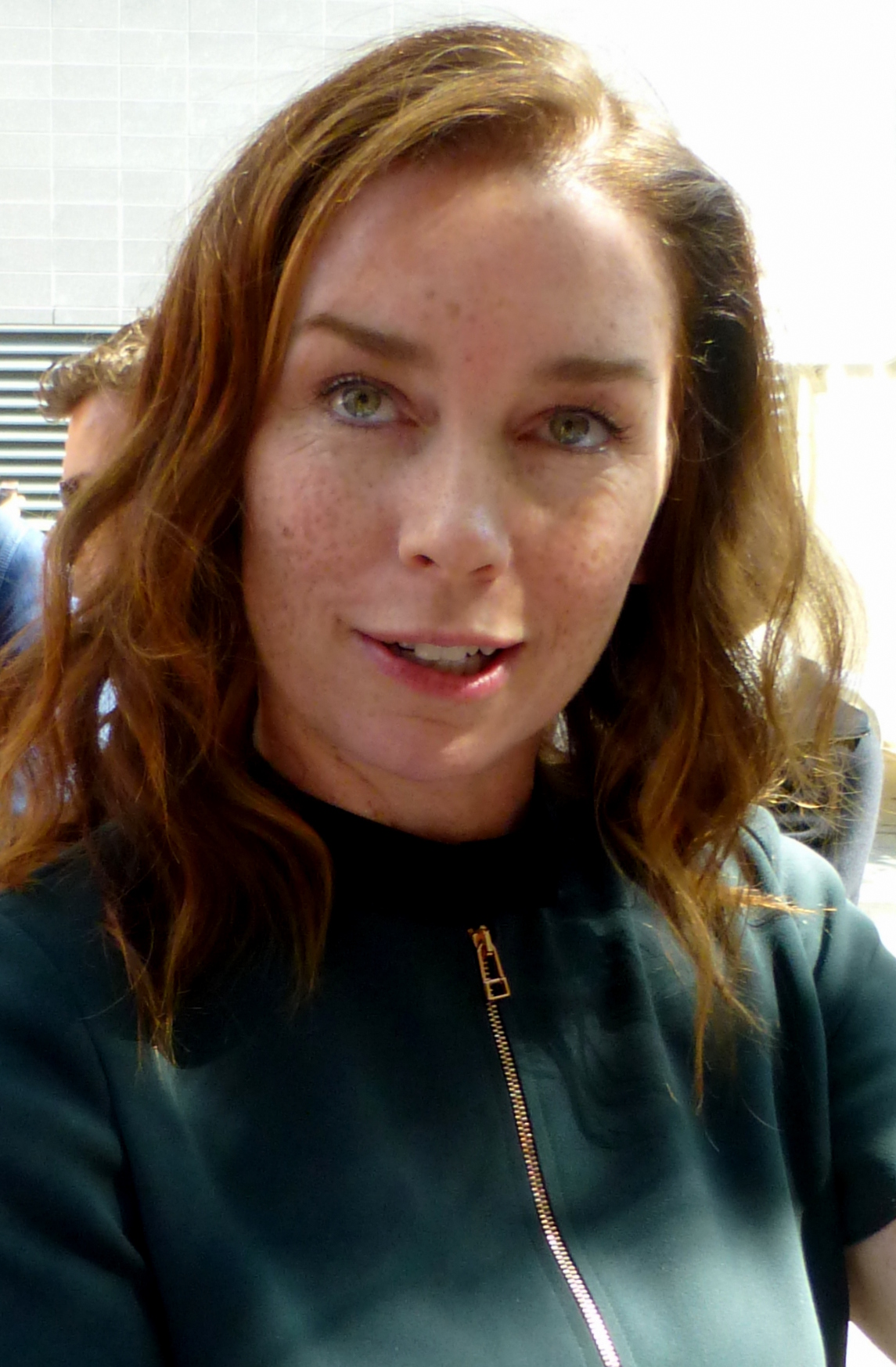
Julianne Nicholson, nejlepší herečka ve vedlejší roli v minisérii nebo televizním filmu

| - Dámský gambit (Netflix) - Můžu tě zničit (HBO) - Mare z Easttownu (HBO) - Podzemní železnice (Prime Video) - WandaVision (Disney+) | - RuPaul's Drag Race (VH1) - Amazing Race: O milion kolem světa (CBS) - Nailed It! (Netflix) - Top Chef (Bravo) - The Voice (NBC)                                                        |
| Nejlepší talk show | Nejlepší zábavný pořad |
| - John Oliver: Co týden dal a vzal (HBO) - Conan (TBS) - The Daily Show with Trevor Noah (Comedy Central) - Jimmy Kimmel Live! (ABC) - The Late Show with Stephen Colbert (CBS) | - Saturday Night Live (NBC) - A Black Lady Sketch Show (HBO) |
| Nejlepší zábavný speciál (přenášený živě) | Nejlepší zábavný speciál (předtočený) |
| - Stephen Colbert's Election Night 2020: Democracy's Last Stand Building Back America Great Again Better 2020 (Showtime) - Celebrating America – An Inauguration Night Special (více televizních stanic) - 63. ročník udílení cen Grammy (CBS) - 93. ročník udílení Oscarů (ABC) - show během poločasu Super Bowlu 2021 (CBS) | - Hamilton (Disney+) - Bo Burnham: Inside (Netflix) - American Utopia (HBO) - 8:46 (Netflix) - Přátelé: Zase spolu (HBO Max) - A West Wing Special to Benefit When We All Vote (HBO Max) |

### Herectví

#### Hlavní role
| Nejlepší herec v komediálním seriálu | Nejlepší herečka v komediálním seriálu |
| --- | --- |
| - Jason Sudeikis jako Ted Lasso – Ted Lasso - Anthony Anderson jako Andre „Dre“ Johnson starší – Black-ish - Michael Douglas jako Sandy Kominsky – Kominského metoda - William H. Macy jako Frank Gallagher – Shameless - Kenan Thompson jako Kenan Williams – Kenan                                  | - Jean Smart jako Deborah Vance – Stále v kurzu - Aidy Bryant jako Annie Easton – Shrill - Kaley Cuoco jako Cassie Bowden – Letuška - Allison Janney jako Bonnie Plunkett – Máma - Tracee Ellis Ross jako dr. Rainbow „Bow“ Johnson – Black-ish                                                                                        |
| Nejlepší herec v dramatickém seriálu | Nejlepší herečka v dramatickém seriálu |
| - Josh O'Connor jako princ Charles – Koruna - Sterling K. Brown jako Randall Pearson – Tohle jsme my - Jonathan Majors jako Atticus Freeman – Lovecraftova země - Regé-Jean Page jako Simon Basset – Bridgertonovi - Billy Porter jako Pray Tell – Pose - Matthew Rhys jako Perry Mason – Perry Mason | - Olivia Colmanová jako královna Alžběta II. – Koruna - Uzo Aduba jako dr. Brooke Taylor – V odborné péči - Emma Corrin jako princezna Diana – Koruna - Elisabeth Mossová jako June Osborne / Offred – Příběh služebnice - Mj Rodriguez jako Blanca Evangelista – Pose - Jurnee Smollett jako Letitia „Leti“ Lewis – Lovecraftova země |
| Nejlepší herec v minisérii nebo televizním filmu | Nejlepší herečka v minisérii nebo televizním filmu |
| - Ewan McGregor jako Halston – Halston - Paul Bettany jako Vision – WandaVision - Hugh Grant jako Jonathan Fraser – Mělas to vědět - Lin-Manuel Miranda jako Alexander Hamilton – Hamilton - Leslie Odom Jr. jako Aaron Burr – Hamilton                                                               | - Kate Winsletová jako Mare Sheehan – Mare z Easttownu - Michaela Coel jako Arabella – Můžu tě zničit - Cynthia Erivo jako Aretha Franklinová – Génius: Aretha - Elizabeth Olsen jako Wanda Maximoff / Scarlet Witch – WandaVision - Anya Taylor-Joy jako Beth Harmon – Dámský gambit                                                  |

#### Vedlejší role
| Nejlepší herec ve vedlejší roli v komediálním seriálu | Nejlepší herečka ve vedlejší roli v komediálním seriálu |
| --- | --- |
| - Brett Goldstein jako Roy Kent – Ted Lasso - Carl Clemons-Hopkins jako Marcus Vaughan – Stále v kurzu - Brendan Hunt jako Coach Beard – Ted Lasso - Nick Mohammed jako Nathan Shelley – Ted Lasso - Paul Reiser jako Martin Schneider – Kominského metoda - Jeremy Swift jako Leslie Higgins – Ted Lasso - Kenan Thompson jako různé postavy – Saturday Night Live - Bowen Yang jako různé postavy – Saturday Night Live                                                 | - Hannah Waddingham jako Rebecca Welton – Ted Lasso - Aidy Bryant jako různé postavy – Saturday Night Live - Hannah Einbinder jako Ava Daniels – Stále v kurzu - Kate McKinnonová jako různé postavy – Saturday Night Live - Rosie Perez jako Megan Briscoe – Letuška - Cecily Strong jako různé postavy – Saturday Night Live - Juno Temple jako Keeley Jones – Ted Lasso                                                                                   |
| Nejlepší herec ve vedlejší roli v dramatickém seriálu | Nejlepší herečka ve vedlejší roli v dramatickém seriálu |
| - Tobias Menzies jako princ Philip – Koruna - Giancarlo Esposito jako Moff Gideon – The Mandalorian - O-T Fagbenle jako Luke Bankole – Příběh služebnice - John Lithgow jako Elias Birchard „E.B.“ Jonathan – Perry Mason - Max Minghella jako Nick Blaine – Příběh služebnice - Chris Sullivan jako Toby Damon – Tohle jsme my - Bradley Whitford jako Joseph Lawrence – Příběh služebnice - Michael K. Williams jako Montrose Freeman – Lovecraftova země (in memoriam) | - Gillian Andersonová jako Margaret Thatcherová – Koruna - Helena Bonham Carterová jako princezna Margaret – Koruna - Madeline Brewer jako Janine Lindo – Příběh služebnice - Ann Dowd jako Aunt Lydia – Příběh služebnice - Aunjanue Ellis jako Hippolyta Freeman – Lovecraftova země - Emerald Fennell jako Camilla Parker Bowles – Koruna - Yvonne Strahovski jako Serena Joy Waterford – Příběh služebnice - Samira Wiley jako Moira – Příběh služebnice |
| Nejlepší herec ve vedlejší roli v minisérii nebo televizním filmu | Nejlepší herečka ve vedlejší roli v minisérii nebo televizním filmu |
| - Evan Peters jako det. Colin Zabel – Mare z Easttownu - Thomas Brodie-Sangster jako Benny Watts – Dámský gambit - Daveed Diggs jako markýz de Lafayette / Thomas Jefferson – Hamilton - Paapa Essiedu jako Kwame – Můžu tě zničit - Jonathan Groff jako král Jiří – Hamilton (Disney+) - Anthony Ramos jako John Laurens / Philip Hamilton – Hamilton | - Julianne Nicholson jako Lori Ross – Mare z Easttownu - Renée Elise Goldsberry jako Angelica Schuyler – Hamilton - Kathryn Hahn jako Agatha Harkness / Agnes – WandaVision - Moses Ingram jako Jolene – Dámský gambit - Jean Smart jako Helen Fahey – Mare z Easttownu - Phillipa Soo jako Eliza Hamilton – Hamilton |

### Režie
| Nejlepší režie komediálního seriálu | Nejlepší režie dramatického seriálu |
| --- | --- |
| - Stále v kurzu (díl: „There Is No Line“), režie: Lucia Aniello (HBO Max) - B Positive (díl: „Pilot“), režie: James Burrows (CBS) - Letuška (díl: „In Case of Emergency“), režie: Susanna Fogel (HBO Max) - Máma (díl: „Scooby-Doo Checks and Salisbury Steak“), režie: James Widdoes (CBS) - Ted Lasso (díl: „Biscuits“), režie: Zach Braff (Apple TV+) - Ted Lasso (díl: „The Hope that Kills You“), režie: MJ Delaney (Apple TV+) - Ted Lasso (díl: „Make Rebecca Great Again“), režie: Declan Lowney (Apple TV+) | - Koruna (díl: „War“), režie: Jessica Hobbs (Netflix) - Bridgertonovi (díl: „Diamond of the First Water“), režie: Julie Anne Robinson (Netflix) - Koruna (díl: „Fairytale“), režie: Benjamin Caron (Netflix) - Příběh služebnice (díl: „The Wilderness“), režie: Liz Garbus (Hulu) - The Mandalorian (díl: „Chapter 9: The Marshal“), režie: Jon Favreau (Disney+) - Pose (díl: „Series Finale“), režie: Steven Canals (FX) |
| Nejlepší režie minisérie nebo televizního filmu | |
| - Dámský gambit, režie: Scott Frank (Netflix) - Hamilton, režie: Thomas Kail (Disney+) - Můžu tě zničit (díl: „Ego Death“), režie: Sam Miller a Michaela Coel (HBO) - Můžu tě zničit (díl: „Eyes Eyes Eyes Eyes“), režie: Sam Miller (HBO) - Mare z Easttownu, režie: Craig Zobel (HBO) - Podzemní železnice, režie: Barry Jenkins (Prime Video) - WandaVision, režie: Matt Shakman (Disney+) | |

### Scénář
| Nejlepší scénář pro komediální seriál | Nejlepší scénář pro dramatický seriál |
| --- | --- |
| - Stále v kurzu (díl: „There Is No Line“), scénář: Lucia Aniello, Paul W. Downs a Jen Statsky (HBO Max) - Letuška (díl: „In Case of Emergency“), scénář: Steve Yockey (HBO Max) - Girls5Eva (díl: „Pilot“), scénář: Meredith Scardino (Peacock) - PEN15 (díl: „Play“), scénář: Maya Erskine (Hulu) - Ted Lasso (díl: „Make Rebecca Great Again“), scénář: Joe Kelly, Brendan Hunt a Jason Sudeikis (Apple TV+) - Ted Lasso (díl: „Pilot“), scénář: Jason Sudeikis, Bill Lawrence, Brendan Hunt a Joe Kelly (Apple TV+) | - Koruna (díl: „War“), scénář: Peter Morgan (Netflix) - Banda (díl: „What I Know“), scénář: Rebecca Sonnenshine (Prime Video) - Příběh služebnice (díl: „Home“), scénář: Yahlin Chang (Hulu) - Lovecraftova země (díl: „Sundown“), scénář: Misha Green (HBO) - The Mandalorian (díl: „Chapter 13: The Jedi“), scénář: Dave Filoni (Disney+) - The Mandalorian (díl: „Chapter 16: The Rescue“), scénář: Jon Favreau (Disney+) - Pose (díl: „Series Finale“), scénář: Steven Canals, Brad Falchuk, Our Lady J, Janet Mock a Ryan Murphy (FX) |
| Nejlepší scénář pro minisérii nebo televizní film | Nejlepší scénář pro zábavný speciál |
| - Můžu tě zničit, scénář: Michaela Coel (HBO) - Mare z Easttownu, scénář: Brad Ingelsby (HBO) - Dámský gambit, scénář: Scott Frank (Netflix) - WandaVision (díl: „All-New Halloween Spooktacular!“), scénář: Chuck Hayward and Peter Cameron (Disney+) - WandaVision (díl: „Filmed Before a Live Studio Audience“), scénář: Jac Schaeffer (Disney+) - WandaVision (díl: „Previously On“), scénář: Laura Donney (Disney+)                                                                                               | - John Oliver: Co týden dal a vzal (HBO) - The Amber Ruffin Show (Peacock) - A Black Lady Sketch Show (HBO) - The Late Show with Stephen Colbert (CBS) - Saturday Night Live (NBC) |